# Ийе, Петер
Петер Ийе (англ. Peter Ijeh; род. 28 марта 1977, Лагос) — бывший нигерийский футболист, нападающий известный по выступлениям за клубы «Мальмё», «Гётеборг», «Викинг» и сборной Нигерии.

## Клубная карьера

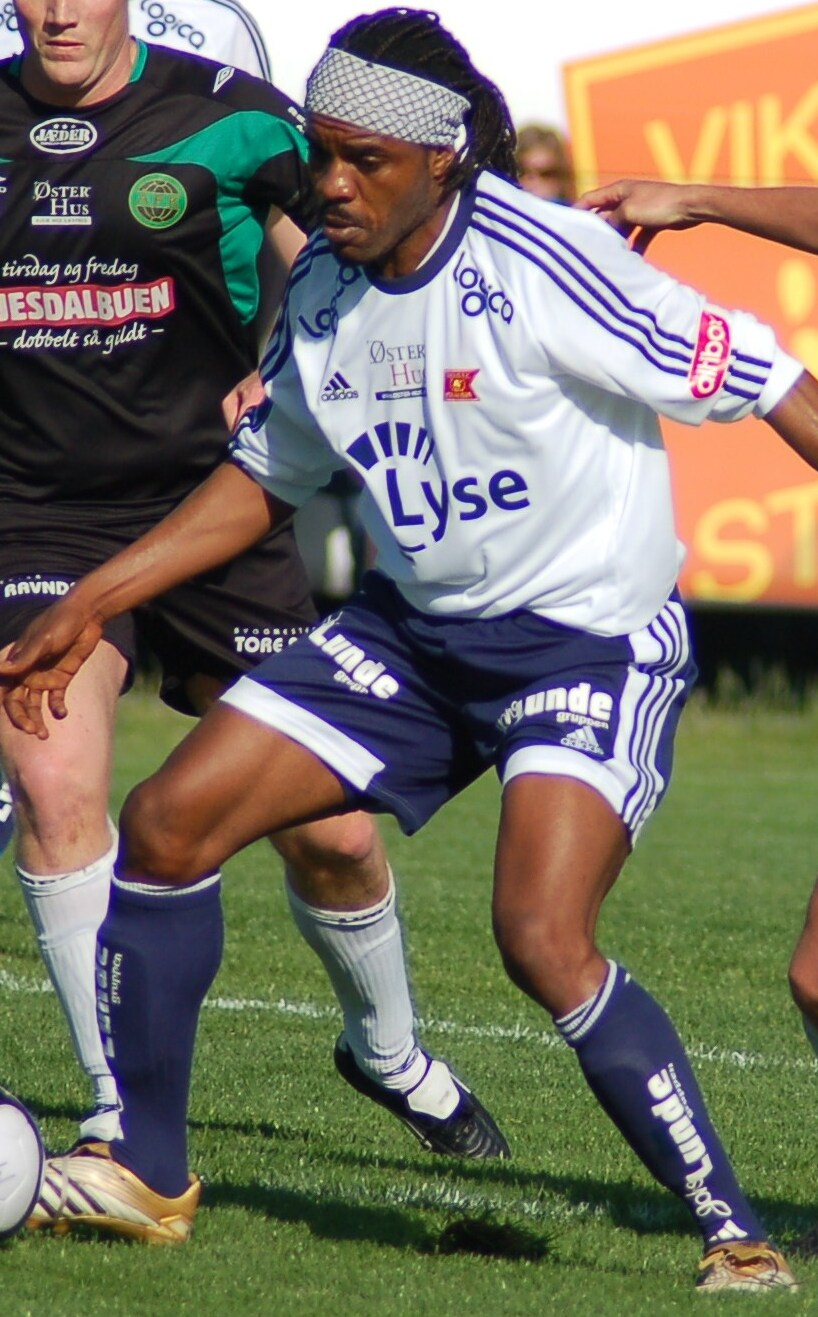
Ийе в составе «Викинга»

Ийе начал заниматься футболом на родине, играя за местные клубы «НиТель Юнайтед Лагос» и «Бридж». В составе последнего он дебютировал в чемпионате Нигерии и первом сезоне забил 10 мячей став одним из лучших бомбардиров чемпионата. В начале 2001 года Ийе подписал контракт со шведским «Мальмё». 21 апреля в матче против «Юргордена» он дебютировал в Алсвенскан лиге. В этом же поединке Петер забил свой первый гол за «Мальмё». В 2002 году игрок забил 24 гола и стал лучшим бомбардиром чемпионата. В начале 2004 года Ийе перешёл в «Гётеборг» на правах свободного агента и помог команде занять третье место в юбилейном сезоне 100-летия.
В начале 2005 году Ийе перешёл в датский «Копенгаген». 24 июля в матче против «Хорсенс» он дебютировал в датской Суперлиге. 31 июля в поединке против «Норшелланна» Петер забил свой первый гол за «Копенгаген». По итогам сезона он помог команде выиграть чемпионат.
Летом 2006 года Ийе перешёл в норвежский «Викинг». В матче против «Русенборга» он дебютировал в Типпелиге. В этом же поединке Петер забил свой первый гол за «Викинг». 5 ноября в матче против «Бранна» игрок сделал «покер». В начале 2010 года Ийе вернулся в Швецию, став игроком «Сюрианска». 11 апреля в матче против «Юнгшиле» он дебютировал в Суперэттан. В этом же поединке Петер забил свой первый гол за Сюрианска. По итогам сезона игрок забив 17 мячей, стал вторым лучшим бомбардиром чемпионата и помог команде выйти в элиту. В начале 2012 года Ийе перешёл в ГАИС. 31 марта в матче против «Хеккена» он дебютировал за новую команду. 7 мая в поединке против «Мьельбю» Петер забил свой первый гол за ГАИС. По окончании сезона Ийе завершил карьеру футболиста.

## Международная карьера
20 ноября 2002 года в товарищеском матче против сборной Ямайки Ийе дебютировал за сборную Нигерии.

## Достижения
Клубные
 «Копенгаген»
- Победитель датской Суперлиги (1): 2005/2006

Индивидуальные
- Лучший бомбардир Аллсвенскан лиги (24 мяча): 2002